# توني فاريلا
توني سانتوس فاريلا مونتيرو (بالهولندية: Toni Varela)‏ (مواليد 13 يونيو 1986)، يشتهر بـتوني فاريلا، هو لاعب كرة قدم من الرأس الأخضر يلعب حاليًا لصالح نادي شباب الريف الحسيمي - المغرب
.

## المسيرة الدولية
شارك فاريلا لأول مرة مع منتخب الرأس الأخضر في المباراة الودية مع البرتغال في 24 مايو 2010. شارك فاريلا كبديلًا لليتو في الدقيقة 72.

## روابط خارجية
- صفحة اللاعب على worldfootball.net
- توني فاريلا على موقع قاعدة بيانات كرة القدم.إي يو (الإنجليزية)
- توني فاريلا على موقع ناشيونال فوتبول تيمز (الإنجليزية)
- توني فاريلا على موقع Soccerway.com (الإنجليزية)
- توني فاريلا على موقع عالم كرة القدم.نت (الإنجليزية)